# 世田谷杜の学び舎
世田谷杜の学び舎（せたがやもりのまなびや）は、東京都世田谷区が実施する「世田谷9年教育」グループの名称である。

## 所属校
全て世田谷区立の公立校である。
- 世田谷区立世田谷中学校（杜の学び舎開始と同時開校）
- 世田谷区立山崎小学校
- 世田谷区立城山小学校
- 世田谷区立若林小学校

## 杜の学び舎で行うこと
- 共同の教育方針をつくる。
- 共同紙の発行
- 連携強化
- 「iPad五か条」（端末使用ルール）の決定